# Piz Mungiroi
Der Piz Mungiroi ist ein 3057 m ü. M. hoher Berg in den Schweizer Alpen im Schweizer Kanton Graubünden, der auf der Wasserscheide zwischen dem Avers und dem Bergell liegt.
Der Talkessel an seiner nordöstlichen Flanke heisst ebenfalls Mungiroi. Seine neun kleinen Bergseen sind Teil des Quellgebietes der Maira, die durch das Val Munoz abfliesst und von Casaccia an das Hauptgewässer des Bergells ist.